# Margaretha von Zedtwitz
Margaretha von Zedtwitz († 1525) war bis 1525 letzte Äbtissin des Klosters Sonnefeld.
Margaretha stammte aus der Familie von Zedtwitz. Sie war die letzte Äbtissin des Klosters, in dem viele Nonnen im Zuge der Reformation den lutherischen Glauben angenommen hatten. 1524 setzten diese gegen den Willen der Äbtissin einen lutherischen Prediger durch. Nach dem Tod setzten die Räte des sächsischen Kurfürsten Verwalter für das Klostergut ein. Den Bauernkrieg überstand das Kloster unbeschädigt. Die verbliebenen Nonnen hatten die Wahl sich für ein weltliches Leben zu entscheiden oder im Kloster zu bleiben. Fünf von 14 Nonnen verließen das Kloster, die letzte verbliebene Nonne starb 1572.